# 3-я бригада (Сербия)
3-я бригада (серб. 3. бригада копнене војске) — комбинированная бригада в составе Сухопутных войск Сербии. Была сформирована в ходе реорганизации сербской армии 4 июня 2007 года из подразделений 211 бронетанковой бригады, 21-го учебного центра разведывательных отрядов, 4-й, 125-й и 549-й моторизованных бригад, 9-й пехотной бригады, 52-й смешанной артиллерийской бригады, 52-й артиллерийско-ракетной бригады ПВО, 352-го инженерного полка, 201-й тыловой базы и Военно-медицинского центра.

## Структура
3-я бригада состоит из Штаба, 30-го штабного батальона, 31-го и 32-го пехотных батальонов, 33-го самоходного артиллерийского гаубичного дивизиона, 34-го дивизиона РСЗО, 35-го артиллерийского дивизиона ПВО, 36-го танкового батальона, 37-го и 38-го механизированных батальонов, 39-го тылового батальона и 310-го инженерного батальона. Штаб бригады расположен в Нише, а гарнизоны находятся в Прокупле, Заечаре и Куршумлие.

## Вооружение
- M-84 — Основной боевой танк
- M-80 — Боевая машина пехоты
- БТР-50 — Командно-штабная машина
- БРДМ-2 — Разведывательный бронеавтомобиль
- 2С1 «Гвоздика» — 122-мм самоходная гаубица
- M-77 — Реактивная система залпового огня
- Стрела-10 — Зенитный ракетный комплекс
- Bofors L60 — Зенитная пушка

## Командование

### Командиры бригады
- … — 26 декабря 2014[3]: Желимир Глишович (серб. Желимир Глишовић)[4]
- 26 декабря 2014[3] — …: Миле Елич (серб. Миле Јелић)[4]
- Чедомир Бранкович (серб. Чедомир Бранковић)[4]
- Предраг Грбич (серб. Предраг Грбић)[4]
- 14 сентября 2018 — …: Сладжан Стаменкович (серб. Slađan Stamenković)[5]
- 25 февраля 2022 — : полковник Драган Антич (серб. Драган Антић)[6]
- 2024 — н.в.: полковник (с февраля 2025 бригадный генерал)[7] Владан Милосавлевич[8][9]

### Начальники штаба бригады
- Зоран Наскович[10]

## Праздник
День бригады отмечается 7 октября. В этот день в 1912 году 2-й пехотный полк «Князь Михаил», также прозванный «Железным», отправился на фронт Первой Балканской войны; бригада признана преемником традиций этого пехотного полка.

## Награды
- Орден Заслуги в обороне и безопасности III степени (2017)[13].